# 香川いすゞ自動車
香川いすゞ自動車株式会社（かがわいすずじどうしゃ、略称：香川いすゞ）は、香川県高松市に本社を置き、いすゞ自動車を取り扱う自動車販売会社である。香川運輸支局管轄区域を販売エリアとする正規ディーラーであり、常盤産業株式会社を中心とする常盤グループの一員である。

## 沿革
- 1957年（昭和32年）6月 - 香川いすゞ自動車株式会社を設立。

## 事業所所在地
- 本社・サービス工場：香川県高松市春日町1315番地

## 子会社・関連会社
- 四国石油株式会社
- 常磐鋼建株式会社
- 株式会社常磐タクシー
- 常磐染工株式会社
- 株式会社ジュノエスベーグル
- 学校法人くにとう幼稚園
- トキワテニスクラブ
- 株式会社トキワリーグ